# Cadrage (décision)
Pour les articles homonymes, voir Cadrage.
En psychologie du raisonnement et de la décision ainsi qu'en psychologie sociale, le cadrage est l'action de présenter un « cadre cognitif » comme approprié pour réfléchir sur un sujet. Ce cadrage peut avoir un effet sur le raisonnement et conduire à des choix différents en fonction de la façon dont le problème a été formulé.
La notion de cadrage a été explorée notamment par Tversky et Kahneman. Ils présentent ainsi une expérience durant laquelle des étudiants doivent imaginer qu'une épidémie s'est déclenchée dans leur pays et indiquer quelle politique leur semble la plus raisonnable. Un groupe d'étudiants doit choisir entre sauver 200 personnes sur 600 à coup sûr et une chance sur trois de sauver les 600 personnes. Un autre groupe de participants se voit proposer le même choix mais avec une formulation différente (choisir entre laisser 400 personnes mourir ou deux chances sur trois de voir 600 personnes mourir).
Bien que l'espérance mathématique soit la même dans les quatre cas et que les deux solutions soient équivalentes, la décision diffère selon la formulation. Quand il s'agit de « sauver » des vies, les participants adoptent une attitude d'aversion au risque et choisissent la première solution (sauver 200 personnes) tandis que s'il s'agit de laisser « mourir » les malades, ils préfèrent avoir une chance sur trois de les sauver toutes en prenant le risque de laisser 600 personnes mourir.